# Кобякино (Новгородская область)
Кобякино — деревня в Старорусском муниципальном районе Новгородской области, с весны 2010 года относится к Великосельскому сельскому поселению. На 1 января 2011 года постоянное население деревни — 59 жителей, число хозяйств — 26.
Деревня расположена между тремя реками: притоками Холыньи Белкой и Каменкой, и притоком Каменки Коростовкой в трёх километрах к юго-востоку от деревни Большие Боры.

## Население
| 2010 | 2011 | 2012 | 2013 |
| ---- | ---- | ---- | ---- |
| 62   | ↘59  | ↘52  | ↘50  |

## История
Упоминается в писцовых книгах Шелонской пятины, как Кобяково в Дретонском погосте с 1498 года в волости Дретона Спасского Русского монастыря. В Новгородской губернии деревня была приписана к Старорусскому уезду. Затем деревня относилась Дретенскому сельсовету Старорусского района. До весны 2010 года входила в ныне упразднённое Большеборское сельское поселение.

## Транспорт
Ближайшая железнодорожная станция расположена в Тулебле. Через Кобякино проходит автомобильная дорога в деревню Сотско.